# ZB vz. 30
La ZB-30 y la ZB-30J eran ametralladoras ligeras checoslovacas que fueron ampliamente utilizadas durante la Segunda Guerra Mundial. 

## Historia

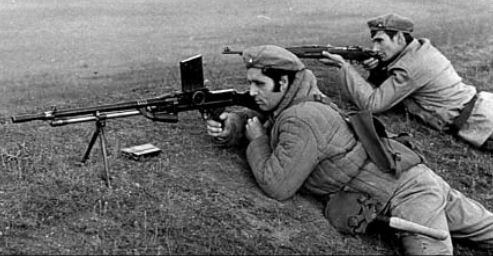
La ZB vz. 30 fue fabricada bajo licencia en Rumania durante la Segunda Guerra Mundial, siendo empleada después por los Guardias Patriotas.

La ZB-30 y ZB-30J fueron las últimas versiones de la famosa ametralladora ligera checoslovaca ZB vz. 26. Sin embargo, la ZB-30 tenía algunas diferencias de diseño que la hacían más parecida a la posterior ZGB-33, que entró en producción como la Bren. Al igual que la ZB-26, el Heer adoptó la ZB-30 tras la ocupación de Checoslovaquia con la denominación MG30(t); fue empleada en el mismo papel que la MG 34, como ametralladora ligera. En las primeras fases de la Segunda Guerra Mundial, la ZB-30 calibre 7,92 mm fue empleada en grandes cantidades por las tropas del Waffen-SS, que inicialmente no tenían acceso a las líneas de suministro estándar del Heer.

## Variantes
Comparación de la ZB vz. 26 original y sus derivados:
| Ametralladora              | ZB vz. 26 | ZB vz. 30 | ZB vz. 30J |
| -------------------------- | --------- | --------- | ---------- |
| Calibre (mm)               | 7,92      | 7,92      | 7,92       |
| Longitud (mm)              | 1.165     | 1.180     | 1.204      |
| Peso (kg)                  | 8,84      | 9,10      | 9,58       |
| Cargador (balas)           | 20        | 20        | 20         |
| Cadencia (disparos/minuto) | 600       | 550-650   | 500-600    |
| Velocidad (m/s)            | 750       | 750       | 750        |

## Usuarios
- Checoslovaquia[9]
- Afganistán: Compró 2.000 ametralladoras en 1938.[1][10]
- Alemania nazi: Empleó ametralladoras capturadas.
- Argelia: Empleada por el Ejército Nacional de Liberación.[11]
- Biafra[5]
- Bolivia[2]
- China[12][13]
- Ecuador: Compró 750 entre 1935 y 1936.[10]
- España: Se ordenaron 20.000 ametralladoras, pero solo se suministraron algunos centenares.[1] Fue copiada como el Fusil ametrallador Oviedo.[14]
- Etiopía: Compró 400-450 ZB vz. 30 en 1934, que fueron empleadas por la Kebur Zabagna.[3][10]
- Guatemala: Compró 50 ametralladoras de calibre 7 mm en 1937.[15][10]
- Irán:[16] producida bajo licencia. Modificada para disparar el cartucho .30-06 Springfield.[17]
- Japón: empleó ametralladoras chinas capturadas.[18]
- Letonia: Compró 11 en 1936.[10]
- Manchukuo[19]
- Nicaragua: Compró 5 en 1937.[10]
- Perú: Compró 1.257 ametralladoras de calibre 7,65 mm, suministradas desde 1932 hasta 1938.[10]
- República de China: Importada y producida bajo licencia.[20]
- Rumania: Producida bajo licencia.[1][21] Desde 1933 se importaron 17.131 ametralladoras desde Checoslovaquia[10][22] y 10.000 fueron producidas bajo licencia en Cugir,[23] con una tasa de producción de 250 unidades al mes en octubre de 1942.[24]
- Turquía: Compró 9.805 ametralladoras entre 1935 y 1939.[10] Producida bajo licencia.[1]
- Uruguay: Compró 80 ametralladoras de 7 mm en 1937.[10]
- Venezuela: Compró 110 ametralladoras ZB-30J en 1937.[10]
- Vietnam: Empleada por el Viet Minh, suministrada tanto por los chinos nacionalistas como por los chinos comunistas.[25]
- Yugoslavia: Producida bajo licencia, con la designación Пушкомитраљез 7.9mm модел 1937".[26][27] En 1936 se compraron 15.500 ametralladoras.[10]